# كيم ميرفي
كيم ميرفي (بالإنجليزية: Kim Murphy)‏ هي ممثلة أمريكية، ولدت في 8 فبراير 1974 في الولايات المتحدة.

## أعمال

### أفلام
- (1998) سيتي أوف آنجيلز[3]

### مسلسلات
- كولد كيس

## وصلات خارجية
- كيم ميرفي على موقع IMDb (الإنجليزية)
- كيم ميرفي على موقع ألو سيني (الفرنسية)
- كيم ميرفي على موقع أول موفي (الإنجليزية)
- كيم ميرفي على موقع قاعدة بيانات الفيلم (الإنجليزية)
- كيم ميرفي على موقع كينوبويسك (الروسية)